# Uppståndelsekapellet, Bryssel

Uppståndelsekapellet (på flamländska Verrijzenis-Kapel, på franska Chapelle de la Résurrection eller Chapelle pour l'Europe) är ett katolskt kapell med ekumenisk inriktning beläget i hjärtat av EU-kvarteret i Bryssel (kommun Bruxelles-Ville). Byggnaden är från 1400-talet och låg från början i stadens centrum. I samband med stadsförnyelsen 1907 blev kapellet flyttat till sitt nuvarande läge. År 2001, efter en grundläggande renovering, fick kyrkan sitt nuvarande namn och sin ekumeniska inriktning. 

## Historik
Den nuvarande byggnaden, som har en äldre föregångare, blev fullständigt renoverad på 1700-talet och stod då på den plats där Centralstationen nu står. I samband med stadsförnyelsen 1907 blev kapellet flyttat till sin nuvarande plats på Van Maerlantstraat, Etterbeek. På denna plats var byggnaden en del av ett kvinnligt kloster (Dames de l'adoration perpetuelle). År 1989 beslutade systrarna att sälja klostret som omfattade det som nu är hela kvarteret. Det som var huvudbyggnaden är nu ett bibliotek och ett besökcentrum för EU-kommissionen. Kapellet såldes till en internationell förening utan vinstsyfte som inrättats av folk inom EU-institutionerna för att skapa ett rum för bön och liturgi. Genom donationer och bidrag från COMECE (Commission of the Bishops' Conferences of the European Union), CEC (den Europeiska kyrkokonferensen), Jesuiterna, King Baudouin Foundation samt flera andra institutioner blev kapellet renoverat och ombyggt 1999-2000. Den 25 september 2001 blev kapellet officiellt invigt av ärkebiskopen, kardinal Godfried Danneels.

## Arkitektur
Kapellets nyrenässansfasad och exteriör förblev oförändrad, medan interiören blev totalrenoverad och har utformats av Marionex Architects, Bryssel. Dagens byggnad har fyra våningar. Besökarna kommer in i entrén på bottenvåningen som är en mötesplats och en plats för utställningar. Källarvåningen består av en krypta som reserverats för tyst bön och tillbedjan. Dess guldpläterade kors är ett verk av en belgisk skulptör, Philippe Denis. Det liturgiska huvudrummet finns nu på första våningen och är tillgängligt via en invändig trappa och en hiss. Eftersom kyrkan har förlorat sin ursprungliga höjd, har man satt in nya fönster av en konstnär från Wien, Thomas Reinhold. Sidofönstren visar skapelsen, inkarnationen, den brinnande busken och pingst, medan det viktigaste fönstret i fasaden visar på uppståndelsen. På läktaren finns en orgel från Etienne Debaisieux’ verkstad. Instrumentet är en gåva från den evangeliska kyrkan i Tyskland (EKD). I våningen ovanför finns en samlingslokal och flera kontor. 

## Pastoral strategi
Uppståndelsekapellet är inte en församlingskyrka. På grund av dess speciella läge i nära anslutning till de europeiska institutionerna (Europeiska unionens råd, Europaparlamentet, Europeiska kommissionen etc.), fungerar den som en plats för diskussion, möte och bön i samband med dessa arbetsplatser. Med undantag för två söndagskvällar per månad då det är nattvard, är kapellet öppet endast på vardagar. Det erbjuder ett brett utbud av liturgiska händelser, och en mångfald av bekännelser, språk och nationaliteter med inriktning främst på "europeisk publik". Kapellets aktiviteter leds av den pastorala kommittén samt av frivilliga. Förutom regelbundna morgonböner (vardagar), erbjuds katolska, lutherska och ortodoxa gudstjänster, oftast vid lunchtid, på flera språk, främst engelska och franska.

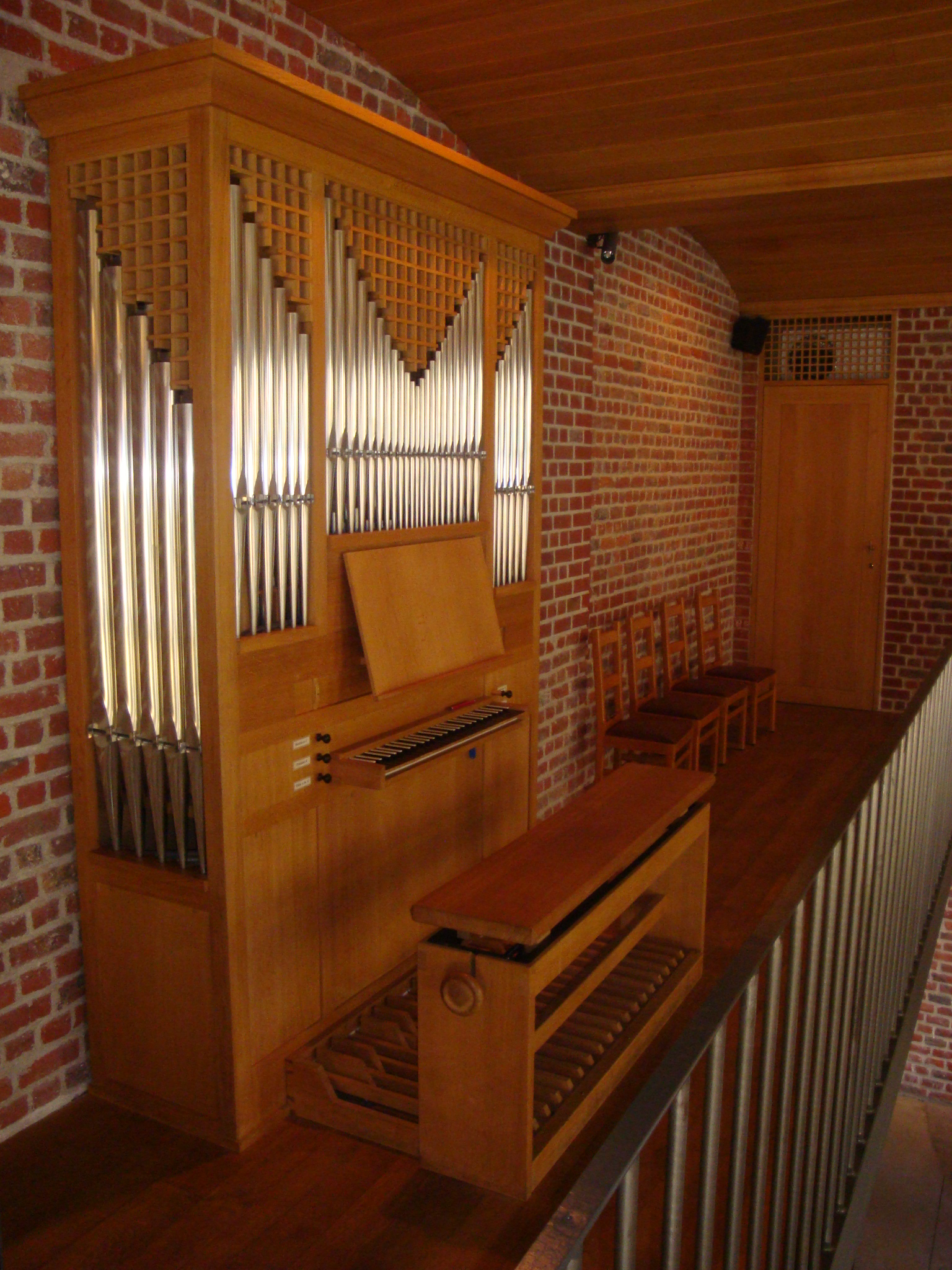
Orgel